# Altniederländische Sprache
Als altniederländische Sprache (abgekürzt Anl.) oder altniederfränkische Sprache (abgekürzt Anfr.) bezeichnet man die älteste schriftlich überlieferte Sprachstufe des Niederländischen. Sie wurde vom 5. bis zum 12. Jahrhundert in dem Gebiet gesprochen, das heute die südlichen Niederlande, Belgien, den Niederrhein und Teile Nordfrankreichs umfasst. Nach dieser Zeit entwickelte sich die Sprache zum Mittelniederländischen. Obwohl Altniederländisch eine der frühesten belegten germanischen Sprachen ist (spätes 5. Jahrhundert), ist die Sprache insgesamt nur bruchstückhaft überliefert worden. Nach den frühesten Belegen der Sprache erscheinen zusammenhängende Texte erst wieder im 10. Jahrhundert.

## Terminologie
In der historischen Sprachwissenschaft sind die Begriffe „Altniederländisch“ und „Altniederfränkisch“ Synonyme für die früheste Sprachstufe des Niederländischen. Die darauf folgende historische Sprachstufe wird ausschließlich als „Mittelniederländisch“ bezeichnet. Einige Autoren unterscheiden zwischen „Altniederländisch“ und „Altniederfränkisch“, wobei sie „Altniederfränkisch“ für die Sprachform vor der Assimilation einigen nordseegermanischen Merkmale durch die dominanten Dialekte des Binnenlandes verwenden. Andere verwendete Begriffe für diese Unterscheidung sind „Frühaltniederländisch“ und „Spätaltniederländisch“.
In der Literatur werden manchmal auch die Begriffe „Altniederländisch“ und „Altfränkisch“ synonym verwendet; aber es ist üblicher und genauer, erst ab dem 6. Jahrhundert von Altniederländisch zu reden, da sich Altfränkisch in dieser Zeit in eine verschobene und eine unverschobene Variante teilte. Die Unterkategorie „Altwestfränkisch“ ist jedoch weitgehend gleichbedeutend mit dem Altniederländischen, da es keine verschobene Form des Westfränkischen gibt.
Das Altniederländische wird mit dem Altsächsischen teilweise zum „Altniederdeutschen“ zusammengefasst, da es wie das Altsächsische nicht an der Zweiten Lautverschiebung teilgenommen hat und in phonologischer und semantischer Hinsicht dem Althochdeutschen ähnlicher ist als das Altsächsische.

## Sprachgebiet
Das Gebiet, in dem das Altniederländische gesprochen wurde, ist nicht identisch mit dem heutigen niederländischen Sprachgebiet:
Im Raum Groningen und in Friesland sowie an der holländischen Küste sprach man Friesisch oder wenigstens nordseegermanische („ingwäonische“) Dialekte.
Im Osten der heutigen Niederlande (Achterhoek, Overijssel, Drenthe) wurden altsächsische Dialekte gesprochen.
Im Süden und Südosten war das damalige altniederländische Sprachgebiet etwas größer als heute das neuniederländische:
Französisch-Flandern und ein Teil der Gegend zwischen der Provinz Limburg und dem Rhein gehörten damals noch zum niederländischen Sprachgebiet.

## Abgrenzungen

### Abgrenzung gegenüber dem Mittelniederländischen
Obwohl es manchmal große Unterschiede gibt, gehen Altniederländisch und Mittelniederländisch fließend ineinander über.
Die Grenze zwischen den beiden Sprachstufen ist kaum zu ziehen.
Im Allgemeinen nimmt man 1150 oder 1200.
Der auffälligste Unterschied ist die Vokalreduktion:
Im Altniederländischen gibt es volle Vokale in unbetonten Silben, im Mittelniederländischen werden die zu einem „Schwa“ [ə] reduziert.
Beispiele:
- anl. vogala ‚Vogel‘ → mnl. vogele
- anl. dago, daga ‚Tag‘ → mnl. daghe
- anl. brecan ‚brechen‘ → mnl. breken
- anl. gescrivona ‚geschrieben‘ → mnl. gheschreven

Die Beispiele stammen aus dem Kapitel von A. Quak, in: Van den Toorn e.a. (1997) (siehe Literaturangaben).

### Unterschiede gegenüber dem Altfriesischen
Ein charakteristischer Unterschied zum Friesischen der damaligen Zeit war das germanische au.
Im Altniederländischen war das germanische au zu ō (also zu einem langen o) geworden, während es im Altfriesischen zu ā (zu einem langen a) geworden war.
Beispiel: Der neuniederländische Ortsname Akersloot heißt in alten friesischen Urkunden Ekerslat.

### Unterschiede gegenüber dem Althochdeutschen
Der deutlichste Unterschied zwischen dem Altniederländischen und dem Althochdeutschen bestand darin, dass im Althochdeutschen die zweite Lautverschiebung stattgefunden hatte, im Altniederländischen hingegen nicht.

### Unterschiede gegenüber dem Altsächsischen
Es gibt, trotz aller Ähnlichkeiten, einige Unterschiede zwischen dem Altniederländischen und dem Altsächsischen.
Beispiele:
- Der germanische Laut hl (chl) am Anfang des Wortes ist im Altsächsischen erhalten geblieben, aber im Altniederländischen zu l vereinfacht.
- Das Altsächsische hat beim Verb eine Einheitsform für 1., 2. und 3. Person Plural, während das Altniederländische dort drei unterschiedliche Formen hat (-on, -et/it und -unt).
  - Beispiel: anl. blīvon ‚wir bleiben‘ - blīvet ‚ihr bleibt‘ - blīvunt ‚sie bleiben‘ gegenüber asächs. bilīvad ‚wir/sie bleiben, ihr bleibt‘.
- Das Altniederländische hat das germanische ō (das lange o) diphthongiert, das Altsächsische nicht. So steht anl. suocan ‚suchen‘ gegenüber asächs. sōkian.
- Das Altsächsische hat beim Substantiv Mehrzahlendungen auf -as und -os, während das Altniederländische häufig -a hat.
- Das Altniederländische hat schon früh eine Auslautverhärtung gehabt, also den Lautwandel von stimmhaften zu stimmlosen Konsonanten am Ende des Wortes.
  - Beispiel: anl. fluot ‚Flut‘ gegenüber asächs. flōd.[3]

## Überlieferung

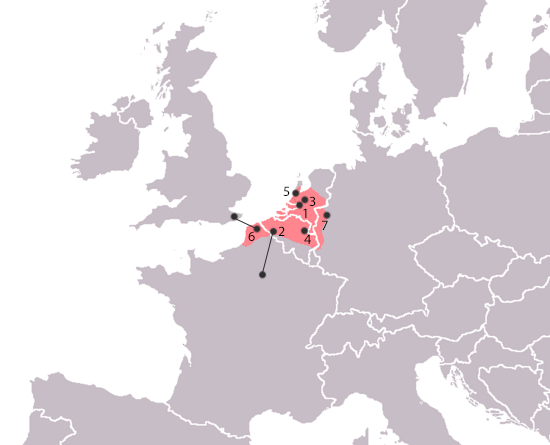
Fundorte von Texten und Glossen im Altniederländischen Sprachgebiet
1. Runeninschrift von Bergakker
2. Tournai (Geburtsort von Chlodwig I.): Lex Salica
3. Utrecht: Sächsisches Taufgelöbnis
4. Munsterbilzen: Wachtendoncksche Psalmen
5. Kloster Egmond: Leidener Willeram
6. Westflandern: Hebban olla vogala
7. Werden: Rheinische Reimbibel

Vom Altniederländischen sind nur einige Texte und Fragmente erhalten.
Diese Texte und Fragmente sind im Corpus van Middelnederlandse teksten (tot en met het jaar 1200) von Maurits Gysseling herausgegeben.
Die schriftliche Überlieferung ist also wesentlich geringer als die von verwandten Sprachen, wie z. B. Altenglisch oder Althochdeutsch.
Bei den altniederländischen Textfragmenten ist nicht immer eindeutig feststellbar, ob es sich um Altniederländisch, Altsächsisch oder Altfriesisch handelt.
Dies liegt an der dürftigen Überlieferung und an der Tatsache, dass die germanischen Sprachen (oder Dialekte) sich damals stärker ähnelten.
Es gab ein Dialektkontinuum, d. h. fließende Übergänge zwischen verwandten Sprachen oder Dialekten.

### Die großen Texte

#### Die Wachtendonckschen Psalmen
Die Wachtendonckschen Psalmen sind eine Psalmensammlung auf Altniederländisch.
Sie sind benannt nach dem Besitzer Arnold Wachtendonck, einem Gelehrten aus Lüttich, der 1598 dem humanistischen Gelehrten Justus Lipsius eine Handschrift mit diesen Texten lieh.
Lipsius untersuchte die Handschrift und schrieb einige Psalmen ab.
Die Handschrift selber ist verschollen.
Der ursprüngliche Text ist aus dem 9. oder 10. Jahrhundert.
Die Sprache des Textes ist altniederländisch, aber die Psalmen 1 bis 3 haben einen deutlichen mittelfränkischen Einschlag.
Allgemein wird die Auffassung vertreten, dass der überlieferte Text die altniederfränkische Bearbeitung einer mittelfränkischen Vorlage ist.
Ungeklärt ist die Frage, wo der ursprüngliche Text entstanden ist.
Willy Sanders nimmt auf Grund von sprachlichen Eigenschaften ein Gebiet am Niederrhein an.
H.K.J. Cowan nimmt hingegen einen Ort in der niederländischen oder belgischen Provinz Limburg an.

#### Der Willeram
Der Leidener Willeram (auch Egmonder Williram genannt) ist der längste Text, der klar altniederländische Kennzeichen hat.
Die Handschrift, die diesen Text enthält, befindet sich in der Universitätsbibliothek Leiden.
Die Sprache des Textes ist eine Mischung aus Althochdeutsch und Altniederländisch.
Der Text ist eine sprachlich oberflächliche Übersetzung eines Kommentares zum Hohelied aus der Bibel.
Die Vorlage für diesen Text stammt von dem Mönch Williram von Ebersberg.
Der altniederländische Text ist aus dem 11. Jahrhundert.

#### Die Rheinische Reimbibel
Die Rheinische Reimbibel (auch genannt: Mittelfränkische Reimbibel) ist eine Bibel in Reimform, die wahrscheinlich im 12. Jahrhundert im Raum Werden entstanden ist.
Sie ist in verschiedenen Fragmenten erhalten.

### Einige kleinere Texte und Textfragmente

#### Malbergische Glossen
Die malbergischen Glossen sind frühaltniederländische Einschübe im lateinischen Textumfeld in den ältesten Fassungen der Lex Salica, des fränkischen Stammesrechts.
Der Name ist neuzeitlich und wurde von den Einleitungen dieser Einschübe entlehnt, die durch ein mall. oder malb. für (in) mallobergo = „im Gericht“ oder „in der Gerichtssprache“ beginnen. Die Glossen sind Zusätze zum lateinischen Gesetzestext, die zu diesem in relativer Unabhängigkeit stehen. Die Gesetzestexte im „Pactus legis Salicae“ (6. Jahrhundert) und in der „Lex Salica“ (8. Jahrhundert) enthalten Wörter, Redeteile und kürze Sätze, die der Spruchpraxis der Satzungen entstammen.
Der bekanntesten Satz dieser Glossen ist eine Formel die ausgesprochen wurde beim Frei-Erklären eines Halbfreien:
Maltho thi afrio lito
Ich sage dir: ich mache dich frei, Halbfreier

#### Hebban olla vogala…
Der berühmteste altniederländische Satz lautet:
Hebban olla vogala nestas hagunnan hinase hic
enda thu uuat unbidan uue nu
Alle Vögel haben Nester angefangen außer mir
und dir, worauf warten wir nun
Die übliche Erklärung geht dahin, dass es sich um einen Schreibversuch handelt, also ein Ausprobieren einer Schreibfeder (auf Latein probatio pennae).
Der Text stammt nach dieser Erklärung von einem flämischen Mönch in einem englischen Kloster.
Dieser Satz befindet sich zwischen anderen Textfragmenten auf der Rückseite einer altenglischen Predigtenhandschrift.
Bei diesen Fragmenten befindet sich auch eine lateinische Version dieses altniederländischen Satzes:
Abent omnes volucres nidos inceptos nisi ego et tu
quid expectamus nunc
Siehe Hauptartikel: Hebban olla vogala.

#### Lobesvers aus Munsterbilzen
Aus der Zeit um 1130 stammt der Satz aus einem Frauenkloster in Munsterbilzen in Belgisch-Limburg.
Tesi samanunga vvas edele unde scona et omnium virtutum pleniter plena
Der erste Teil dieses Satzes ist altniederländisch, der zweite Teil ist lateinisch.

#### Weitere Quellen
- Taufgelöbnisse
- Beschwörungsformeln
- Glossen (z. B. die Glossen zur Lex Salica)
- Ortsnamen
- Personennamen

## Erforschung des Altniederländischen
2007 hat das Instituut voor Nederlandse Lexicologie (INL) das Oudnederlands Woordenboek („Altniederländisches Wörterbuch“) veröffentlicht.
Es hat 4500 Wörterbuchartikel und ist über das Internet benutzbar.
Es deckt den Zeitraum bis 1200 ab. Spätere Texte sind im Vroegmiddelnederlands Woordenboek („Frühmittelniederländisches Wörterbuch“) aufgenommen.
Viele der altniederländischen Texte und Textfragmente sind im Corpus van Middelnederlandse teksten (tot en met het jaar 1300), dem so genannten Corpus Gysseling veröffentlicht.

## Schreibung
Das Altniederländische wurde mit dem lateinischen Alphabet geschrieben. Da die Missionare in den damaligen Niederlanden aus dem altenglischen und aus dem althochdeutschen Sprachraum kamen, kann man bei altniederländischen Texten auch altenglische und althochdeutsche Elemente annehmen.
th wird verwendet, um den germanischen þ-Laut wiederzugeben.
Beispiel: thāhton ‚sie dachten‘.
Siehe auch Stimmloser dentaler Frikativ und Þ.
dh wird verwendet, um den stimmhaften ð-Laut wiederzugeben.
Siehe auch Stimmhafter dentaler Frikativ und Ð.
c wird für den k-Laut verwendet, und zwar am Anfang eines Wortes vor velaren („dunklen“) Vokalen.
Beispiel: cuning ‚König‘ (nl. koning).
Vor palatalen („hellen“) Vokalen steht k.
Beispiel: kēron ‚kehren, wenden‘.
In lateinischer und althochdeutscher Tradition wurde c vor palatalen Vokalen als [ts] ausgesprochen.
In anderen Positionen als am Anfang eines Wortes konnten die Schreibweisen mit c und k wechseln: ic und ik ‚ich‘.
u steht für den Vokal u und für den Konsonanten v.
Beispiel: uusso ‚Füchse‘ (Gen. Pl.).
In diesem Beispiel steht das geschriebenen u erst für den Konsonanten v, dann für den Vokal u.
Der w-Laut wird meistens uu wiedergegeben.
Zwischen den heutigen Graphemen u und v wurde also noch nicht unterschieden, und ein w-Graphem gab es also noch nicht.
Siehe auch V und W.
g wurde wahrscheinlich spirantisch ausgesprochen, also etwa wie im heutigen Niederländisch.
Das folgert man aus dem Wechsel von uueh ‚Weg‘ (Akk.) und uuege (Dat.).
Siehe auch Stimmhafter velarer Frikativ.
h steht für einen h-Laut (in etwa [h]) und für einen ch-Laut (in etwa [χ] oder [x]).
Beispiele: holto ‚Holz‘, (Gen. Pl.), naht ‚Nacht‘.
i wird für den Vokal i und für den Konsonanten j verwendet.
Beispiele: uuitton ‚wissen‘, iār ‚Jahr‘.
Es wurde also noch nicht zwischen den heutigen Graphemen i und j unterschieden.
Siehe auch J.
qu steht immer für kw.
Beispiel: quāmon ‚sie kamen‘ (nl. zij kwamen).
s hat den Lautwert eines zurückgezogenen Sibilanten [s̠] (später auch [z̠]).
z kommt nur selten vor und hat dann die Aussprache [ts].
Beispiel: quezzodos ‚du verletztest‘ (nl. jij kwetste).
Die Länge von Vokalen wird in der Regel nicht in der Schrift wiedergegeben.
Beispiel: dag ‚Tag‘ (mit kurzem a), thahton ‚sie dachten‘ (mit langem a).
Aus Gründen der Deutlichkeit sind hier die langen Vokale mit einem horizontalen Strich markiert: ā.
In einzelnen Texten werden die langen Vokale doppelt geschrieben.
Beispiele: Heembeke (der heutige Ortsname Hembeke), der Vorname Oodhelmus (beide aus Urkunden, aus den Jahren 941 bzw. 797).

## Kennzeichen
Ein wichtiges Kennzeichen des Altniederländischen ist das Vorkommen von vollen Vokalen in unbetonten Silben.
Die folgenden Beispiele zeigen erst das altniederländische Wort, dahinter die deutsche und die neuniederländische (nl.) Entsprechung:
vogala ‚Vogel‘ (nl. vogel), hebban ‚haben‘ (nl. hebben), geuon ‚geben‘ (nl. geven – in alten Texten wurde nicht zwischen u und v unterschieden), herro ‚Herr‘ (nl. heer), gesterkon ‚verstärken‘ (nl. versterken), geuuisso ‚gewiss‘ (nl. gewis), fardiligon ‚vertilgen‘ (nl. verdelgen).
Ein weiteres wichtiges Kennzeichen ist das häufige Vorkommen von grammatischen Fällen (Kasus).
Auch das Mittelniederländische hat grammatische Fälle, aber die altniederländischen Formen sind deutlicher zu unterscheiden.
Als Beispiel gilt das altniederländische Substantiv dag:
Einzahl:
dag (Nom.)
dages (Gen.)
dage (Dat.)
dag (Akk.)
Mehrzahl:
daga (Nom.)
dago (Gen.)
dagon (Dat.)
daga (Akk.)

## Lautentwicklung

### Monophthongierung
Die alten germanischen Diphthonge ai und au wurden im Altniederländischen zu den langen Monophthongen ē und ō.
Beispiele: hēm ‚Heim‘, slōt ‚Graben‘ (nl. sloot ‚Wasserlauf gegraben‘).
Die gleiche Entwicklung gab es auch im Altsächsischen. Eine ähnliche Entwicklung fand in den nordseegermanischen Sprachen Altfriesisch und Altenglisch statt. Im Altfriesischen wurde ai zu ē (selten zu ā), aber au wurde zu ā; Beispiele: hēm (oder hām), slāt. Im Altenglischen wurde ai zu ā und au zu einem ēa-Diphthong; Beispiele: hām, slēat.

### him Anlaut verschwindet
Im Altniederländischen verschwindet der h-Laut am Anfang des Wortes im Laufe des 9. Jahrhunderts.
So steht anl. ringis ‚Ring‘ (Gen.) gegenüber asächs. und aengl. hring.

### Vokalreduktion
In den Wachtendonckschen Psalmen fallen in den unbetonten Silben die Vokale e und i zusammen, ebenso o und u.
Das führt zu Varianten wie dagi und dage ‚Tag‘ (Dativ Singular) und zu Varianten wie tungon und tungun ‚Zunge; Sprache‘ (Genitiv, Dativ, Akkusativ Singular und Nominativ, Dativ, Akkusativ Plural).
Ab dem 11. Jahrhundert sind die unbetonten Vokale wahrscheinlich nur noch ein Schwa [ə].
Dieser Laut wird nicht nur e, sondern auch a geschrieben (im Egmonder Williram).

### Auslautverhärtung
Das Altniederländische hat bereits die Auslautverhärtung.
Das bedeutet, dass stimmhafte Konsonanten am Ende eines Wortes stimmlos werden.
Beispiele:
- uuort ‚Wort‘ (Nom.) gegenüber uuordes (Gen.)
- gif ‚gib!‘ (Imperativ) gegenüber geuon (Infinitiv)
- uueh ‚Weg‘ (Akk.) gegenüber uuege (Dat.)

Hinweise:
- Das uu im ersten Beispiel entspricht dem heutigen w.
- Das u im zweiten Beispiel (geuon) entspricht dem heutigen niederländischen v (z. B. in geven).
- Das eh im letzten Beispiel ist kein langes e und das h ist auch kein Dehnungs-H. Das Wort uueh wurde in etwa [wɛç] oder [vɛχ] ausgesprochen.

### hswird zus
Die Lautkombination hs, also ch+s, wurde im Altniederländischen zu einem (stimmlosen) s.
Beispiel: anl. uusso ‚Füchse‘ (Gen. Pl.) gegenüber urgerm. *fuχsō̃ⁿ.
Die Schreibweise fuχs- für das urgermanische Wort bezeichnet kein langes u, sondern ein kurzes u gefolgt von einem ch [χ] wie in Bach.
Dieser ch-Laut wird manchmal statt h auch χ geschrieben.
Im Deutschen und im Englischen ist die Lautkombination hs zu [ks] geworden (dt. Fuchs, engl. fox).

### hzwischen Vokalen verschwindet
Im Altniederländischen verschwindet der Laut h, wenn er zwischen Vokalen steht.
Beispiele:
- anl. thion ‚gedeihen‘ gegenüber ahd. dîhan
- anl. (ge)sian ‚sehen‘ gegenüber ahd. sehan

Im Neuhochdeutschen wird das h zwischen Vokalen zwar geschrieben, aber nicht ausgesprochen.
Im Althochdeutschen wurde dieses h tatsächlich gesprochen.

### Lenisierung vonfunds
Im Laufe der altniederländischen Sprachperiode wurden die stimmlosen Spiranten [f] und [s̠] stimmhaft, also zu [v] und [z̠], wenn sie am Anfang des Wortes standen.
In den Wachtendonckschen Psalmen ist diese Entwicklung nur selten zu sehen.
Bei den Ortsnamen im 10. und 11. Jahrhundert gibt es jedoch wechselnde Schreibweisen, was darauf hindeutet, dass sich die Aussprache in der Zeit änderte.